# Radar (sång)
"Radar" är en sång med den amerikanska sångerskan Britney Spears. Den skrevs av Christian Karlsson, Pontus Winnberg, Henrik Jonback, Balewa Muhammad, Candice Nelson, Ezekiel "Zeke" Lewis, och Patrick Smith till Spears' femte studioalbum, Blackout. Den producerades av Bloodshy & Avant och The Clutch.
Den 11 juni, 2008, meddelade Jive Records att releasen av "Radar" som singel har skrotats, men blev sen fjärde singeln från albumet Circus. 

## Mottagande
Sången har fått förhållandevis positiva recensioner. Den amerikanska tidskriften Blender sade att detta var en sång  "most pop stars would kill for.", dvs. "något de flesta popstjärnor skulle döda för" 
Allmusic.com konstaterade att den var "obeveklig" och sades vara en av höjdpunkterna på skivan. Hemsidan Digital Spy sade att "Radar" är en "rave-inspirerad electro blip där Spears nästan går mot extraterrestrial (utomjordisk)" Den brittiska tidningen The Guardian kritiserade sången, och sade att den "vred sig över för att irritera lyssnaren" 

## Officiella versioner och remixer
- Main Version — 3:49
- Instrumental — 3:49
- Demo Version — 3:53

## Listplaceringar
| Lista (2008)                                  | Topp position |
| --------------------------------------------- | ------------- |
| U.S. Billboard Bubbling Under Hot 100 Singles | 7             |
| U.S. Billboard Pop 100                        | 68            |
| Ryska singellistan                            | 137           |
| Sverigetopplistan                             | 8             |
| Irländska singellistan                        | 47            |